# Shemurat Berekhat Ya‘ar
Shemurat Berekhat Ya‘ar (hebreiska: שמורת ברכת יער) är ett naturreservat i Israel.   Det ligger i distriktet Haifa, i den norra delen av landet.